# Mafia Wars 2
Mafia Wars 2 (conhecido pela sigla MW2) é um jogo de computador multiplayer desenvolvido pela Zynga para redes sociais.
Foi lançado em outubro de 2011, com 16 idiomas, incluindo o português. A sequência conta com a jogabilidade em perspectiva e trilha sonora remasterizada.